# Sturmgeschütz III
Sturmgeschütz III (abreviat StuG III) a fost un tun autopropulsat utilizat de armata germană în timpul celui de-al Doilea Război Mondial. Construit pe șasiul tancului mediu Panzer III, StuG III a fost vehiculul blindat cu cea mai mare producție din Germania nazistă. Deosebirea dintre Panzer III și StuG III este că, primul era un tanc cu turelă, în timp ce StuG III era un tun de asalt, cu un câmp de tragere orizontal limitat la 25°. Deși a fost proiectat inițial ca tun de asalt, menit a sprijini infanteria, StuG III a fost îmbunătățit pe durata producției și a fost folosit pe scară largă ca vânător de tancuri. Vehiculul blindat era mai ieftin decât tancul mediu Panzer III și avea o siluetă mai joasă decât acesta.

## Proiectare

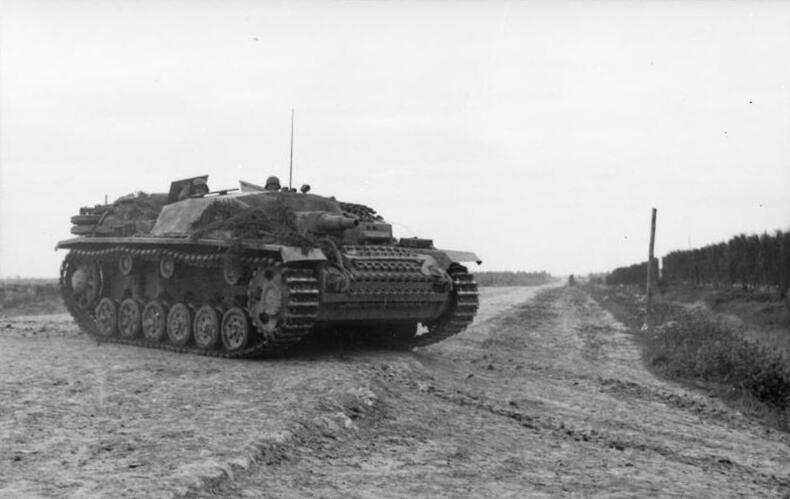
Până la varianta Ausf. F, StuG III erau dotate cu tunul scurt de 7.5 cm StuK 37 L/24, fiind folosite ca tunuri de asalt.

Sturmgeschütz III a apărut ca urmare a experienței armatei germane din timpul Primului Război Mondial, când s-a descoperit faptul că, în timpul ofensivelor de pe Frontul de Vest, infanteria nu avea puterea de foc necesară pentru anihilarea fortificațiilor. Artileria contemporană era foarte grea, insuficient de mobilă pentru a ține pasul cu infanteriștii și incapabilă deci să distrugă din mers cazemate, buncăre și alte fortificații prin foc direct. Acest lucru a devenit o problemă arhicunoscută în cadrul conducerii armatei germane. Generalul de mai târziu, Heinz Guderian a fost părintele elementelor  artileriei de asalt, Sturmartillerie. Acesta, pe atunci colonel, a trimis în 1935 o propunere generalului Ludwig Beck prin care cerea crearea unor formațiuni speciale de tunuri de asalt care să sprijine infanteria prin foc direct.
Pe 15 iunie 1936, Daimler-Benz AG a primit ordin să proiecteze un vehicul blindat capabil să transporte un tun de 75 de mm și să sprijine asalturile infanteriei. Tunul montat urma să poată fi mișcat transversal la un unghi de minim 25°. Suprastructura trebuia să fie închisă, iar înălțimea vehiculului să nu fie prea mare.
Pentru relizarea proiectului, Daimler-Benz a folosit șasiul și componentele nou-proiectatului tanc Panzer III. Prototipurile urmau să fie construite de către firma Alkett. Cinci astfel de vehicule de luptă, denumite Ausf. 0 (Producția 0), au fost produse în 1937. Ele aveau la bază șasiul modelului de tanc Panzer III Ausf.B (Producția B), fiind echipate cu un tun scurt de 75 mm StuK (Stürmkanone) 37 L/24. Cele 5 blindate au fost denumite oficial Sturmgeschütz Ausführung A (Tun de asalt Seria A).
Deși StuG III era considerat a fi o armă de artilerie mobilă, nu era încă foarte clar ce ramură a Ministerului de Război (Wehrmachtului) va primi noul echipament. Diviziile de tancuri (Panzer) și cele de infanterie nu aveau resursele necesare formării noilor batalioane specializate. S-a luat în final decizia ca artileria să se ocupe de noile arme și de pregătirea unei doctrine specifice de implementare. Inițial, rolul tunurilor de asalt era să sprijine infanteria. Spre finalul războiului, rolul tunurilor de asalt s-a schimbat, ele urmând a fi vânătoare de tancuri. Tanchiștii unităților StuG aveau uniforme speciale gri cu însemnele roșii ale artileristilor. Echipajul unui autotun StuG III era format din șofer (conductor), comandant, servant/operator radio și tunar.
Fiindcă erau menite să sprijine infanteria, vehiculele blindate au fost dotate cu tunul scurt de 75 mm StuK 37 L/24, potrivit pentru distrugerea fortificațiilor. În primăvara anului 1942, datorită apariției tancurilor T-34 și KV-1, StuG III au fost echipate cu tunul de înaltă velocitate calibru 75 mm StuK 40 L/43. În toamna anului 1942, tunul de 75 mm StuK 40 L/48 a fost ales pentru înarmarea carelor de luptă. Când StuG IV a intrat în producție la sfârșitul anului 1943, StuG bazate pe șasiul tancului Panzer III au primit numeralul roman III în denumire pentru a fi evidențiate de cele construite pe șasiul tancului Panzer IV.

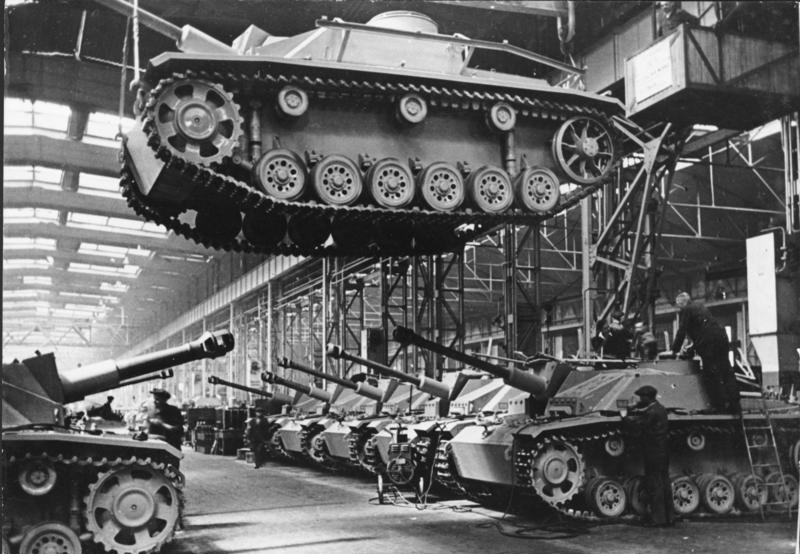
StuG III a fost construit în 9408 exemplare

Începând cu modelul StuG III Ausf. G, o mitralieră MG 34 putea fi montată pe un scut amplasat pe suprastructură, pentru protecție suplimentară contra infanteriei în decembrie 1942. Cateva modele au fost echipate astfel retroactiv. Unele variante produse spre sfârșitul războiului au fost echipate cu o mitralieră MG34 suplimentară, montată coaxial. La sfârșitul primăverii anului 1944 au fost montate pentru protecție un lansator de grenade 90mm NbK 39 (Nahverteidigungswaffe) și o mitralieră MG suplimentară acționată din interior (Rundum Feuer).
Începând cu a doua jumătate a anului 1943 au fost montate Schurzen (plăci laterale distanțate de blindaj). Pastă antimagnetică (denumită Zimmerit) a fost aplicată din septembrie 1943 până în septembrie 1944.
Carele de luptă din seria Sturmgeschütz III erau mai ușor de fabricat și mai ieftine decât tancurile contemporane lor. Astfel, un Panzer III Ausf.M costa 103,163 de mărci germane, în timp ce un StuG III costa 82,500 de mărci germane. Acest lucru se datora simplificării producției și fiindcă se renunța la turelă. În tot acest timp exista avantajul montării unui tun mult mai puternic decât ar fi fost posibil pe un tanc bazat pe același șasiu. Până la sfârșitul războiului au fost construite 10,619 de tunuri de asalt StuG III și StuH 42. Majoritatea au fost construite de către Alkett (Altmaerkische Kettenfabrik GmbH) și câteva de către MIAG (Muehlenbau-und-Industrie AG).

## Utilizare

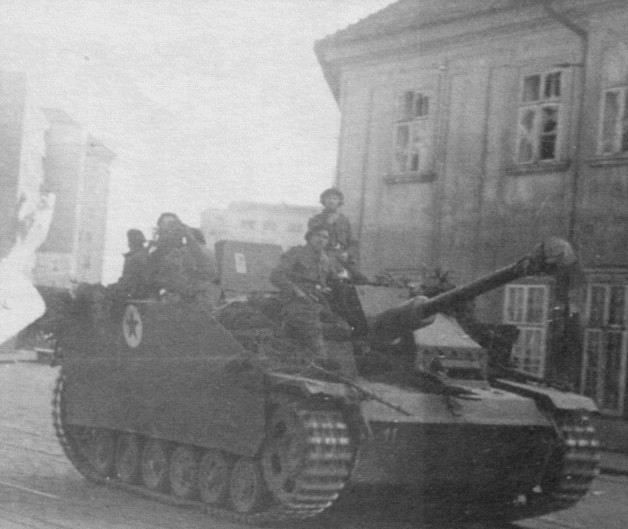
TAs al Regimentului 2 Care de Luptă într-un oraș din Moravia, aprilie 1945.

Per total, blindatele Sturmgeschütz s-au dovedit a fi de succes, fiind folosite pe toate fronturile atât ca tunuri de asalt, cât și ca vânătoare de tancuri. Deși nu au fost atât de celebre precum tancurile germane, tunurile de asalt germane au distrus mai multe tancuri sovietice. Până în primăvara anului 1944, StuG III au distrus aproximativ 20.000 de tancuri inamice. Din cauza unei înălțimi reduse, ele erau ușor de camuflat și reprezentau o țintă dificil de reperat. Echipajele de pe Sturmgeschütz erau considerate a fi elita artileriei.
Din punct de vedere al raportului cost-eficacitate, tunurile de asalt StuG III au fost mai bune decat tancurile germane. Totuși, ele erau eficiente contra tancurilor inamice numai daca erau folosite defensiv. Lipsa unei turele era un dezavantaj major pe câmpul de bătălie. StuG trebuia să se rotească cu totul pentru a ținti tancuri inamice fiindcă nu avea turelă. Armata germană a folosit însă tot mai des StuG III, spre finalul războiului, ca substitut al tancurilor.
StuG III a fost exportat în cantități semnificative în următoarele țări: Finlanda, Bulgaria, Ungaria, Italia, România, Spania și Turcia. Mai multe blindate de acest tip au fost capturate de către partizanii iugoslavi, fiind folosite până în anii 1950. După cel de-al Doilea Război Mondial, Uniunea Sovietică a donat Siriei mai multe StuG III din vehiculele capturate în timpul războiului. Acestea au fost folosite de către armata siriană până la Războiul de Șase Zile.

## Utilizare în România
100 de StuG III Ausf. G au fost livrate României în toamna anului 1943. Acestea au fost denumite oficial TAs (Tun de Asalt). În februarie 1945, 13 tunuri de asalt încă erau în inventarul armatei. Nici un exemplar din această livrare nu a prins sfârșitul războiului. În 1947, 31 de autotunuri TAs erau în inventarul armatei române. Majoritatea erau StuG III, existând însă și un număr mic de Panzer IV/70 (V), denumite oficial TAs T4. Aceste StuG III proveneau din stocurile de captură ale Armatei Roșii, precum și din repararea unor unități scoase din luptă în timpul războiului. Autotunurile au fost folosite până în 1950, când au fost înlocuite cu SU-76 de fabricație sovietică. Până în 1954, toate tancurile de origine germană au fost casate.

## Variante

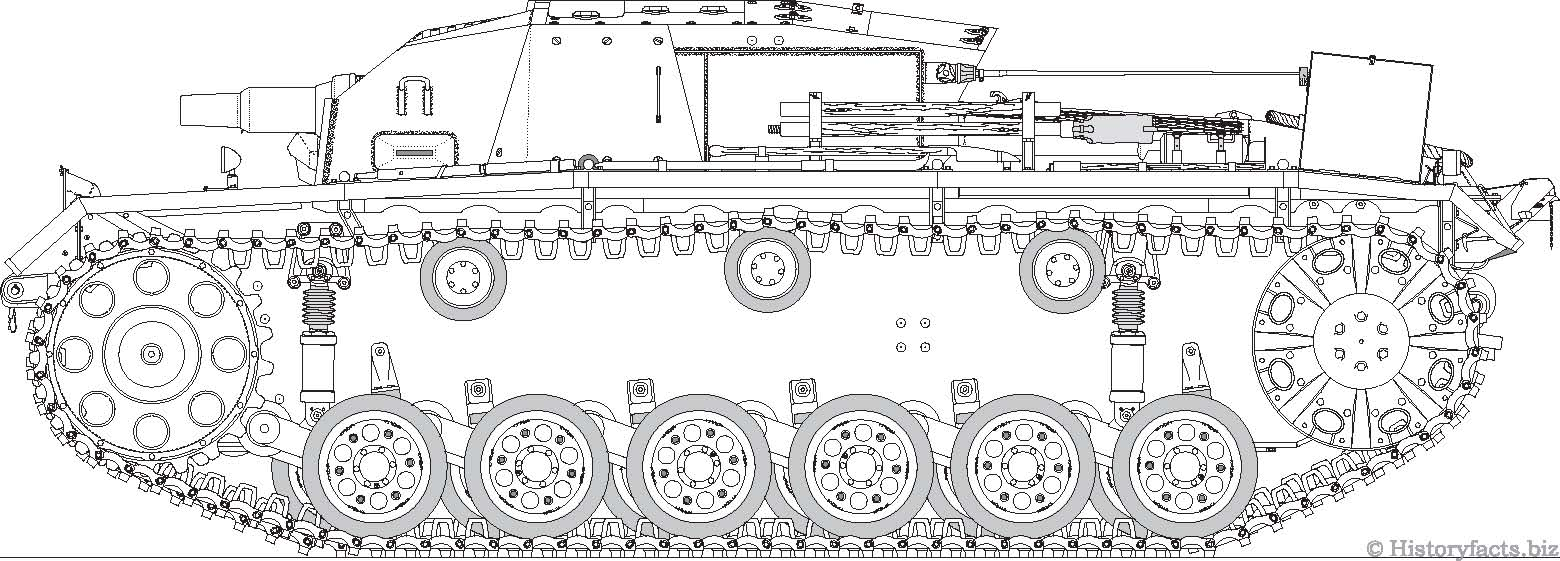
StuG III Ausf. A

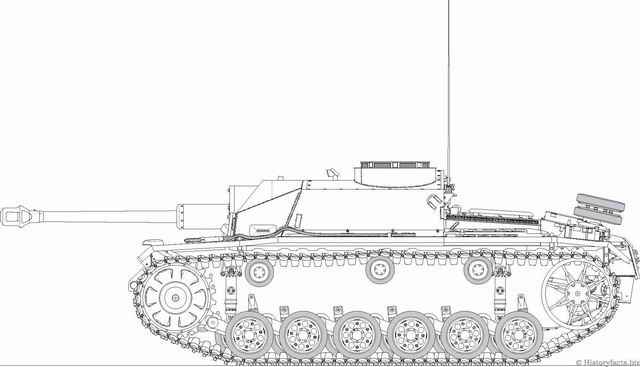
StuG III Ausf. G

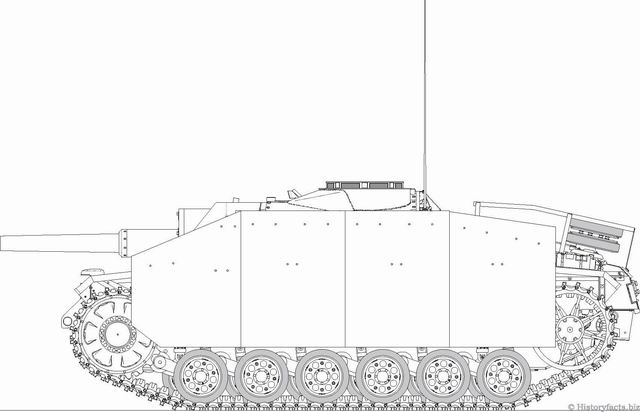
StuH 42 Ausf. G

- StuG III Ausf. 0 - 5 fabricate în 1937, experimentale
- StuG III Ausf. A - 50 fabricate între ianuarie-mai 1940, folosite în Bătălia Franței.
- StuG III Ausf. B - 300 fabricate, schimbări la șenile, transmisie și alte modificări minore (iunie 1940-mai 1941)
- StuG III Ausf. C - 50 fabricate în 1941. Modificări minore.
- StuG III Ausf. D - 150 fabricate între lunile mai-septembrie 1941, modificări minore față de Ausf. C
- StuG III Ausf. E - 284 construite între lunile septembrie 1941 și februarie 1942. Modificări la suprastructură și în interior.
- StuG III Ausf. F - 366 fabricate între lunile martie-septembrie 1942. Introducerea unui tun lung de 7.5 cm StuK 40 L/43. Blindaj mărit.
- StuG III Ausf. F/8 - 250 fabricate între lunile septembrie-decembrie 1942. Schimbări la șasiu, blindaj și armament (tun 7.5 cm StuK 40 L/48).
- StuG III Ausf. G - 7,720 construite între decembrie 1942 și aprilie 1945. Modelul final. Modificări la suprastructură, în interior, blindaj și alte modificări minore (Schurzen, Zimmerit etc.)

## Alte variante
În 1942, a fost luată decizia de a monta un obuzier de 105 mm pe modelul Ausf. F în loc de tunul normal. Aceste vehicule, denumite oficial Sturmhaubitze 42, Sd.Kfz 142/2, erau menite să asigure sprijin pentru infanterie fiindcă din ce în ce mai multe StuG III erau folosite ca vânătoare de tancuri. Tunul era o variație a obuzierului de 10.5 cm leFH 18. 1,211 de StuH 42 au fost fabricate.
În 1943 10 StuG III au fost echipate cu aruncătoare de flăcari. Au fost denumite StuG III (Flamm).
La sfârșitul anului 1941, 24 de StuG III au fost dotate cu tunul de 15 cm sIG 33 pentru a sprijini infanteria. Au fost denumite oficial Sturm-Infanteriegeschütz 33B. 12 Vehicule au fost folosite la Stalingrad până când au fost distruse sau capturate.
În noiembrie 1943, fabrica Alkett a fost bombardată și producția a scăzut semnificativ. Din acest motiv, Krupp a prezentat planuri pentru transformarea șasiului folosit de Panzer IV în vehicule StuG. Din ianuarie 1944, noul vehicul a intrat în producție. Acesta a fost numit oficial Sturmgeschütz IV.
Armata Roșie a transformat tancuri Panzer III și StuG III în vânătorul de tancuri SU-76i. Acestea erau complet diferite de SU-76 și erau echipate cu un tun anticar de 76.2 mm S-1. În total, 1200 de vehicule au fost transformate.